# إي. توماس لوسون
إي. توماس لوسون (بالإنجليزية: E. Thomas Lawson)‏ هو باحث في الأديان بريطاني، ولد في 27 نوفمبر 1931 في كيب تاون في جنوب أفريقيا.